# Philantomba monticola
Céphalophe bleu
Espèce
Synonymes
Cephalophus monticola
Statut de conservation UICN

 LC  : Préoccupation mineure
Statut CITES
Le céphalophe bleu (Philantomba monticola) est une petite antilope vivant dans les forêts d'Afrique centrale ou du sud de l'Afrique du Sud.
Il atteint 35 cm au garrot pour environ 4 kg. Sa robe est brune avec un reflet bleuté — d'où son nom — et son ventre est blanc. On distingue en dessous de chaque œil une glande olfactive qui leur sert à marquer leur territoire. Leur tête est surmontée d'une légère crête et de petites cornes coniques de 2 à 10 cm. Les femelles n'ont pas toujours de cornes.
Ces animaux nocturnes vivent seuls ou en couple dans la forêt humide.
C'est un animal nocturne. Il passe la journée caché dans la végétation dense et ne sort que la nuit pour se nourrir.
Ils se nourrissent de fruits, de fleurs ou de feuilles tombées de la canopée, ou même d'œufs ou d'insectes. En retour, ils peuvent être la proie de l'aigle couronné. Très territoriaux, ils arpentent les limites de leur territoire pour les marquer de leurs crottes et d'excrétions de glandes placées au-dessus de leurs sabots et sous leurs yeux. Tout intrus sera expulsé et seuls leurs jeunes seront tolérés jusqu'à ce qu'ils atteignent 18 mois.
Le céphalophe bleu n'est pas du tout menacé. Il est même très commun : au Gabon on en dénombre jusqu'à 80 au kilomètre carré.

## Reproduction
La période de reproduction du céphalophe bleu est toute l'année. La gestation dure environ 205 jours et la femelle donne généralement naissance à un seul petit. Le petit est sevré à l'âge de 4 à 6 mois et atteint sa maturité sexuelle à l'âge de 18 mois.